# Lucillianus (comes)
Pour les articles homonymes, voir Lucillianus.
Ne doit pas être confondu avec Lucillianus (magister equitum).
Lucillianus est un officier romain du IVe siècle. Il commanda la flotte romaine sur l'Euphrate lors de la campagne de Julien en Perse en 363.

## Biographie

### Questeur du palais sacré de Julien
L'historien Jil Harries identifie Lucillianus comme l'un des fonctionnaires que l'empereur Constance II envoie en 358 auprès de son collègue Julien en Gaule, pour lui servir de conseiller et le surveiller. Selon lui, Lucilianus pourrait avoir par la suite exercé la fonction de questeur du palais sacré à la cour de Julien.

### Campagne de Julien en Perse
Lucilianus participe par la suite en tant que comes rei militaris à la campagne de Julien en Perse en 363,. Au début de l'expédition, il mène un groupe de 1 500 éclaireurs (composé selon la chronique de Jean Malalas de Lanciarii et de Mattiarii) en avant-garde de l'armée lors de la marche de Circesium à Zautha, puis jusqu'à Doura-Europos. Quatre jours plus tard, après avoir atteint les rives de l'Euphrate, Lucilianus est chargé de prendre une île fortifiée du nom d'Anatha avec une force de 1 000 soldats de l'infanterie légère. Il en obtient la reddition dès le lendemain. Lucilianus est ensuite chargé de traverser un canal à l'Est de l'Euphrate et d'attaquer les forces armées gardant la rive opposée avec un détachement de 1 500 hommes. Il reçoit des renforts commandés par Victor et attaquent ensemble l'ennemi sur ses arrières.
Alors que Julien établit son camp sur les rives de l'Euphrate à la fin du mois de mars, Lucilianus est désigné par Ammien et Zosime comme étant responsable de la flotte romaine sur l'Euphrate. Selon Zosime, Lucilianus partageait ce commandement avec Constantianus, ce qu'Ammien dément en affirmant que ce dernier était un tribun d'un rang inférieur à Lucilianus,. La flotte romaine est constituée d'un millier de bateaux de transport et de radeaux pour transporter machines de guerre et ravitaillement, de cinquante navires de guerre pour les protéger et de barges destinées à dresser des ponts de bateaux,. Lucillianus est présent à la réunion entre les dirigeants juliens et sarrasins le 28 mars, et est ensuite envoyé en avant avec une petite force pour capturer les forteresses ennemies.
Son sort ultérieur est inconnu. Il est peut-être mort au cours de l'expédition, ou est peut-être renvoyé par l'empereur.